# Strypa
Strypa (ukrajinsky Стрипа, polsky Strypa, rusky Стрыпа) je řeka v Ternopilské oblasti na Ukrajině. Je levým přítokem Dněstru o délce 147 km a plochou povodí 1610 km². Na řece leží města Bučač a Zborov. Od města Bučač až po ústí do Dněstru protéká řeka hlubokou a úzkou soutěskou.

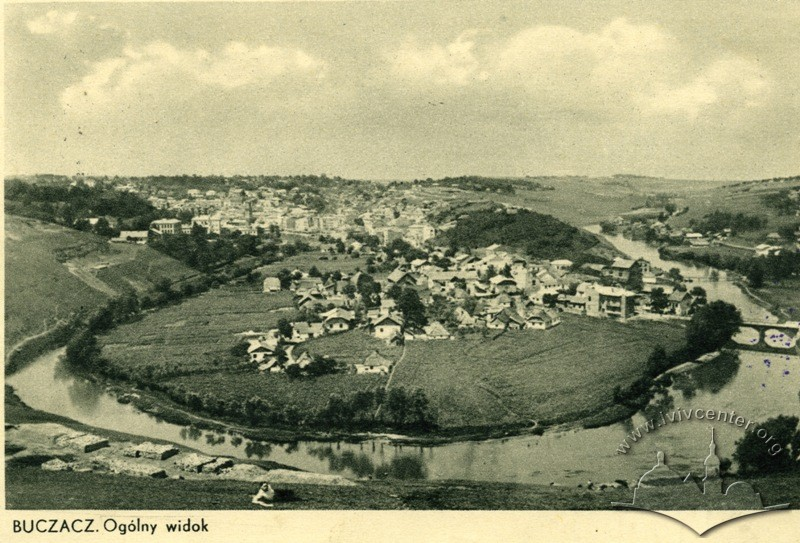
Meandr, Bučač

## Historie
V letech 1915-1916 tvořila řeka přední linii mezi ruskými a rakousko-uherskými vojsky. Během Polsko-sovětské války zase obrannou linii Ukrajinské lidové armády, polských spojenců pod vedením generála Mychajla Omelianowyča-Pavlenka, proti postupující Rudé armádě (srpen 1920).